# Ecumenopolis
Als Konzept der Ecumenopolis (griechisch Οικουμενόπολη, Plural ecumenopolises oder ecumenopoleis; zu deutsch korrekt übertragen Ökumenopole oder Ökumenopolis) wird die hypothetische Entstehung einer planetenweiten Stadt bezeichnet. Der Begriff geht auf den griechischen Architekten und Stadtplaner Konstantinos A. Doxiadis zurück, welcher das Konzept in den 1960er-Jahren schuf, um damit die Idee zu vertreten, dass in Zukunft städtische Gebiete und Megacitys irgendwann verschmelzen würden und es eine einzige kontinuierliche Weltstadt geben würde, die sich aus der gegenwärtigen Urbanisierung, dem Bevölkerungswachstum, dem Verkehr und den menschlichen Netzwerken entwickelt. Sie wird als eine Maßnahme diskutiert, um mit einer (nicht absehbaren) Überbevölkerung der Erde umgehen zu können.
In der Science-Fiction ist das Konzept der Ecumenopolis ein beliebtes Handlungselement. Der Hauptplanet Coruscant der Galaxie in Star Wars ist eine Ecumenopolis. Zudem finden sich derartige Ideen in Werken von Thomas Lake Harris, Dan Simmons als auch in Isaac Asimovs Werken. Bei letzterem repräsentiert der Planet Trantor diese Idee. Auch im Computerspiel Stellaris können sich die Spieler dieses Konzeptes bedienen. Im Universum von Warhammer 40.000 werden Planeten mit einer Ecumenopolis als Makropolwelten bezeichnet.
Zu beachten ist, dass das Konzept der Ecumenopolis in der Science-Fiction, wenn sie sich dieses Topos bedient, regelmäßig mit einer planetar durchgängigen Bebauung gleichgesetzt wird. Die tiefgreifenden ökologischen, sozialen und ökonomischen Aspekte und Konsequenzen (Stichworte sind Nahrungsmittelproduktion, Sauerstoffhaushalt, Verkehr, Abfall- und Energiewirtschaft) einer solchen planetenweiten Stadt sind aber bisher nicht umfassend untersucht worden. Sie spielen auch im Genre keine wesentliche Rolle.
Davon abweichend erfordert der aktuelle Stadtbegriff keine geschlossene Bebauung. Vielmehr können Städte als Verwaltungseinheiten auch aus mehreren, durch weite Naturflächen getrennten Ansiedlungen bestehen.
Der ökistischen Wissenschaft zufolge bildet die Ecumenopolis die 15. und letzte Stufe innerhalb der Stadtentwicklung. Die Eperopolis stellt die untergeordnete Einheit einer kontinentweiten Stadt dar.